# Tina Maerevoet
Tina Maerevoet (Boom, 7 mei 1984) is een Vlaams actrice.

## Biografie
Tina Maerevoet volgde de opleiding Dramatische Kunsten aan het Lemmensinstituut te Leuven. Daarna volgde ze de Initiële Lerarenopleiding.
De afgelopen jaren was Maerevoet vooral aan het werk te zien in het jeugdtheater. Ze speelde bij HET PALEIS/Froefroe, De MAAN, Kollektief D&A, fABULEUS, en Het Toneelhuis (Anja en Esther, Peter Pan, Aliceke, Ik wil een vis zijn, Witje). Bij Uitgezonderd Theater speelt ze Polly in de theaterbewerking van Fawlty Towers. 
De voorstelling Deesje was een zelfgeschreven monoloog gebaseerd op een boek van de Nederlandse schrijfster Joke van Leeuwen, die eveneens Maerevoets afstudeerproject was. Deze voorstelling maakte ze in eigen beheer bij verkoopbureau Bis-produkties. In november 2011 bracht de zelfgeschreven voorstelling Raaf. In oktober 2013 ging ze in première met een theaterbewerking van het boek De Melkweg van Bart Moeyaert. Op 11 oktober 2014 ging haar nieuwe theatervoorstelling TWEEPEEKAA in première. Tina Maerevoet schreef samen met Daisy Van Praet aan deze theatervoorstelling voor jongeren over de Trojaanse oorlog. Tina en Daisy spelen twee spionnen die in de kop van het paard gevangen zitten en wachten tot ze mogen aanvallen. In 2018 gingen Maerevoet en Tim Taveirne in première met de voorstelling "Slaapwel Frank", een bewerking van een gelijknamige kortfilm van Luc Van Ginneken voor Ketnet. Deze voorstelling over afscheid nemen leert de jongste kinderen omgaan met verdriet. In 2021 herwerkt Maerevoet opnieuw een boek van Bart Moeyaert en brengt het samen met Leen Diependaele op toneel. "Tegenwoordig heet iedereen sorry" vertelt het verhaal van de onhandelbare Bianca die haar favoriete soapactrice Billy King ontmoet. 
Tina speelde mee in enkele kortfilms en vertolkte gastrollen in Vermist (Ellen), Flikken (brunette), Spoed (Anke) en Aspe. In de Nederlandse vertaling van The Simpsons Movie sprak zij de stem van onder meer Rod in. Ook sprak ze Tina in in Bibi & Tina (Ketnet), Hermelinde in Sherlock Jack (Ketnet), Sonya Lee in Little People (Disney Channel), Otto in Aya (vtmKzoom), Nayade in De Schaduw van de elfen (Ketnet), Kelsey in Glitter Force (Netflix) en was ze 'Hazel' in Geestige Meiden (eveneens Ketnet). 
In de Vlaamse versie van The legend of the guardians sprak ze 'Otulissa' in.
Van 2008 tot 2012 en sinds 2013 speelt ze de rol van Paulien Snackaert in de Vlaamse televisieserie Thuis.  Op 16 december 2022 stierf haar personage na 15 jaar door een val, waarna ze aan haar verwondingen overleed.
Maerevoet werkt als kindercoach op verschillende tv- en filmsets. Ze coacht jonge acteurs/actrices o.a. in het deeltijds kunstonderwijs en in het kader van workshops. 
In 2024 studeerde ze af als podcastmaker.
In 2025 werd ze moeder van een dochter.